# 佩雷利斯基 (蘇梅區)
50°38′41″N 34°43′40″E / 50.64472°N 34.72778°E
佩雷利斯基（烏克蘭語：Переліски）是位於烏克蘭東北部的村莊，由蘇梅州蘇梅區的萊貝丁市鎮負責管轄。該村處於莱汉河左岸，分別距離雷夫基2公里和大維斯托羅普5公里，海拔高度133米，2001年人口23。